# Чуйко, Порфирий Иванович
Порфирий Иванович Чуйко (13 ноября 1923, Донецкая область — 3 апреля 1992) — командир минометного отделения 50-го гвардейского стрелкового полка, гвардии сержант — на момент представления к награждению орденом Славы 1-й степени.

## Биография
Родился 13 ноября 1923 года в селе Архангельское Ясиноватского района Донецкой области. Украинец. Окончил 10 классов. Работал бурильщиком в геолого-разведывательной экспедиции.
В начале Великой Отечественной войны трудился на строительстве оборонительных сооружений на Днепре. Обстоятельства сложились так, что эвакуироваться не удалось. Оставшись на оккупированной территории, был угнан в Германию. По дороге бежал из эшелона.
После долгих странствий вышел навстречу наступающим частям Красной Армии. На фронте с августа 1943 года. Воевал в составе 50-го гвардейского стрелкового полка 15-й гвардейской стрелковой дивизии. Сначала был санинструктором, затем в минометном расчете.
В январе 1944 года в бою за село Водяное санинструктор гвардии младший сержант Чуйко вынес из-под артиллерийско-минометного огня противника тяжелораненого командира. 4 февраля там же эвакуировал с поля боя 14 раненых бойцов с их личным оружием.
Приказом от 23 марта 1944 года гвардии младший сержант Чуйко Порфирий Иванович награждён орденом Славы 3-й степени.
16-20 января 1945 года при прорыве вражеской обороны близ Ополе-Дзядулки, а также в боях у села Гутки и возле города Люблинец командир минометного отделения гвардии сержант Чуйко подавил со своим расчетом 4 пулеметные точки противника, поразил свыше 15 противников. Был представлен к награждению орденом Славы.
15-18 марта 1945 года в боях за село Гирсдорф расчет гвардии сержанта Чуйко прицельным огнём истребил свыше 10 вражеских солдат, разбил 5 пулеметных гнезд.
Приказом от 27 апреля 1945 года гвардии сержант Чуйко Порфирий Иванович награждён орденом Славы 2-й степени.
После Победы продолжал службу в армии.
Указом Президиума Верховного Совета СССР от 15 мая 1946 года за образцовое выполнение заданий командования в боях с немецко-вражескими захватчиками на завершающем этапе Великой Отечественной войны гвардии сержант Чуйко Порфирий Иванович награждён орденом Славы 1-й степени. Стал полным кавалером ордена Славы.
В 1947 году был демобилизован.
Жил в городе Корсунь-Шевченковский Черкасской области. Вначале был машинистом на электростанции. Окончив курсы киномехаников, работал по этой специальности, затем работал во вневедомственной охране.
Скончался 3 апреля 1992 года.
Награждён двумя орденами Отечественной войны 1-й степени, Славы 3-х степеней, медалями.